# Peter Law (Schauspieler)
Peter Robert Law (* 1943; früher auch bekannt als Peter Robert Tagg) ist ein britischer Schauspieler und ehemaliger Lehrer.

## Leben
Peter Law war Lehrer an einer Comprehensive School in Großbritannien und ist mit der Lehrerin Maggie Law verheiratet. Er ist der Vater von Jude Law.
Im Jahr 2002 spielte er eine kleine Rolle im Film Ali G in da House. Anschließend spielte er bei Sky Captain and the World of Tomorrow an der Seite seines Sohnes als Dr. Kessler mit.
Bekannt wurde Peter Law durch seine Mitwirkung an der MTV-Sendung Fist of Zen. Dort spielte er einen asiatischen Zenmeister, der die Teilnehmer beobachtet und oft sinnentleerte Sprüche mit einem gespielten asiatischen Akzent vorträgt.

## Filmografie
- 2002: Ali G in da House
- 2004: Sky Captain and the World of Tomorrow
- 2007: Fist of Zen
- 2014: Boxer on the Wilderness (Kurzfilm)